# 小瓦松
小瓦松（学名：Orostachys minutus）为景天科瓦松属的植物。分布在朝鲜以及中国大陆的辽宁、黑龙江等地，生长于海拔500米的地区，见于屋顶上，目前尚未由人工引种栽培。
其种加词“minutus”意为“微小的”。